# Refugio naval Francisco de Gurruchaga
El refugio naval Francisco de Gurruchaga es un refugio de Argentina en la Antártida ubicado en la punta Inca en la caleta Armonía de la isla Nelson de las islas Shetland del Sur. Perteneciente a la Armada Argentina, fue inaugurado el 15 de diciembre de 1954.

## Historia y características
También fue denominado como refugio Armonía, fue utilizado en las campañas antárticas de verano de 1953-1954, 1954-1955 y 1957-1958. Es esta última campaña, durante el Año Geofísico Internacional, fueron realizadas observaciones meteorológicas de superficie y de las fluctuaciones del nivel del mar. A principios de la década de 1960 las instalaciones -ubicadas a 90 m de la costa- comprendían un edificio principal de madera con alojamiento para 3 o 4 personas, con cocina y baño, un almacén situado a 35 m con provisiones para tres personas durante tres meses, y un mástil de radio. El edificio tiene 30 m² y el almacén 12 m². 
En la campaña antártica argentina de 1955-1956 la Armada Argentina instaló en la punta Dedo, a 3 km al sudeste del refugio, la radiobaliza para auxiliar a la navegación Rodríguez Saá, nombrada en homenaje al teniente de corbeta Miguel Rodríguez Sáa, fallecido el 26 de marzo de 1952 en un accidente aéreo.
Fue habilitado como base Gurruchaga, una base antártica temporal en la campaña 1997-1998 y luego cerrada, volviendo a utilizarse como refugio.
Su nombre homenajea a Francisco de Gurruchaga (1766-1846), partidario de la Revolución de Mayo, miembro de la Junta Grande de Buenos Aires y de la Asamblea del Año XIII por la provincia de Salta.
Durante su uso como base existió una oficina postal que utilizó un matasellos propio en 1998. El diseño mostraba dibujos de dos Leucocarbo, género de aves llamadas cormoranes de ojos azules, e incluía el código postal 9411.
El primer jefe de la base fue el guardiamarina Raúl Sotelo. Los buques del Grupo de Tareas Antártico que participaron en la instalación del refugio en sus diversos nombres y posteriormente de la base fueron los remolcadores ARA Chiriguano y ARA Yámana.
En su tiempo como base temporal se han tomado muestras de arena fina para estudios de mineralogía.
Desde 1985 el área en la que se encuentra el refugio está protegida, fue el Sitio de Especial Interés Científico n.º 14 hasta 2002, y desde entonces es la Zona Antártica Especialmente Protegida n.º 133 Punta Armonía, isla Nelson, islas Shetland del Sur, bajo propuesta y conservación de Argentina y Chile.